# Sancho Garcés II de Pamplona
Sancho Garcés II, apodado Abarca, (938-994) fue rey de Pamplona desde 970 hasta su muerte. Era hijo y sucesor del rey García Sánchez I y Andregoto Galíndez, hija del conde de Aragón Galindo Aznárez II. Aun siendo menor de edad, se le encomendó la tenencia del condado de Aragón y ya al alcanzar la mayoría de edad, gobernó el condado como regulus, «aunque siempre bajo la autoridad de su padre el rey de Pamplona».

## Biografía
Con motivo de la donación de la villa de Alastuey hecha por el rey de Pamplona al monasterio de San Juan de la Peña en 987, se titula rey de Navarra, siendo el primero que usó este nombre: «reinando Yo, D. Sancho, rey de Navarra, en Aragón, en Nájera y hasta Montes de Oca...». En esta época los reinos de León, Pamplona y el condado de Castilla estaban unidos por lazos familiares; la monarquía pamplonesa sostenía a Ramiro III de León, menor de edad.

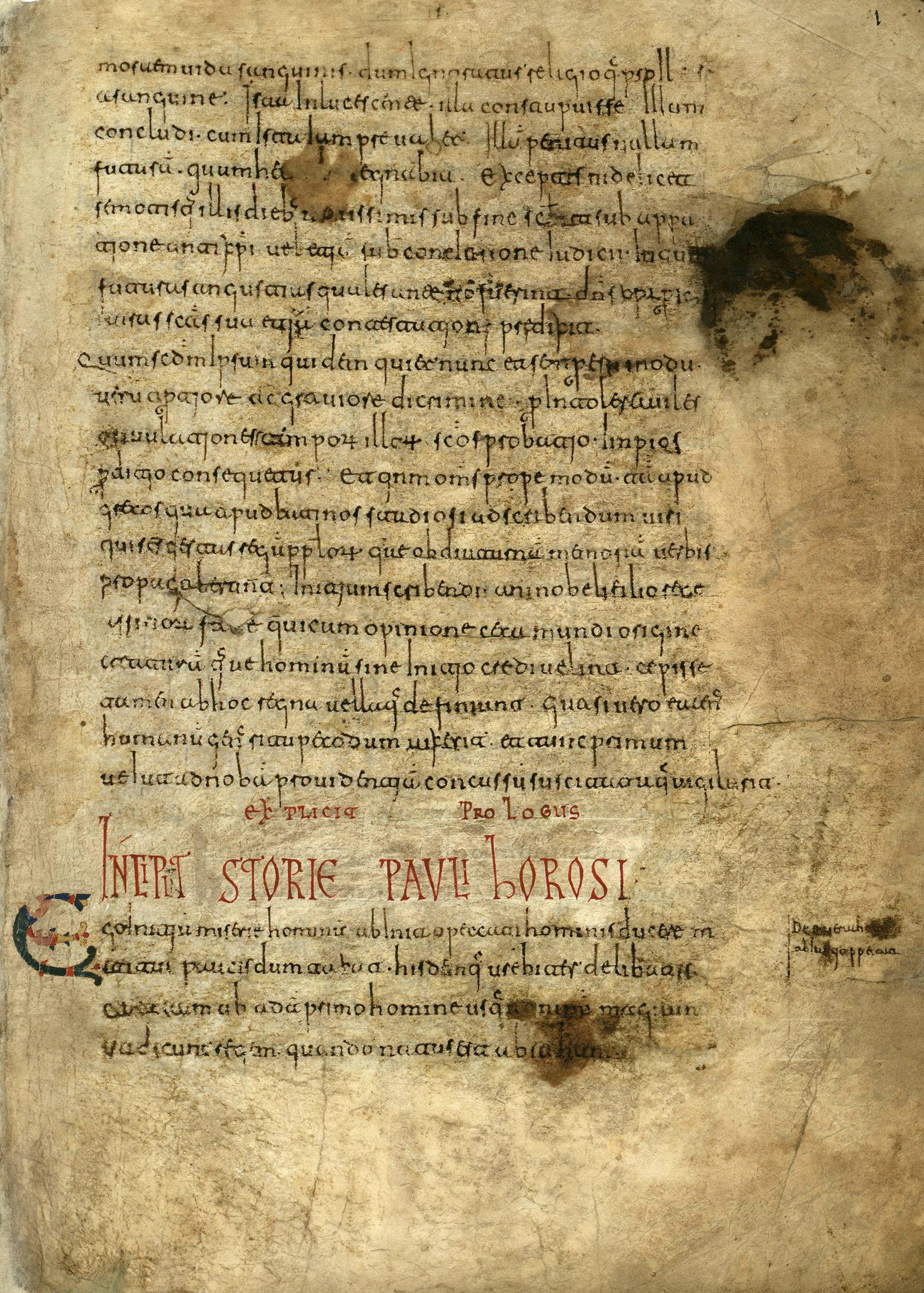
Códice de Roda, creado en el entorno de Sancho Garcés II hacia 990.

En septiembre de 971 envió embajadores al califato de Córdoba, según consta en al-Muqtabis de Ibn Hayyan, para entrevistarse con el califa omeya Alhakén II. Después de la muerte de Alhakén II en 976 y sucederle su hijo Hixem II tutelado por Almanzor, se ensombrecieron aún más las perspectivas de todos los reinos cristianos: las tropas de Almanzor vencieron en 981 a los cristianos en Torrevicente, al sur de Soria, y después también en Tarancueña, cerca de Osma. En 975 fue derrotado por los musulmanes en Gormaz  y en 981 los cristianos sufrieron una humillante derrota en Rueda, a 12 km de Tordesillas. También en 981 los ejércitos del conde castellano García Fernández, del rey Ramiro III y de Sancho Garcés se enfrentaron con las tropas de Almanzor en Simancas donde fueron derrotados y murieron luchando muchos cristianos.
Almanzor emprendió su primera campaña contra el reino de Pamplona-Nájera en 992. Como por las armas no se podía con Almanzor, el 4 de septiembre de 992, Sancho Garcés acudió a Córdoba como embajador de su propio reino llevando cuantiosos regalos para el victorioso Almanzor y pactando con él. Estando en la corte del califa, se encontró con su hija Urraca, también llamada Abda, a quien había entregado como esposa a Almanzor en 982 y que le había dado un hijo, Abd al-Rahman Sanchuelo, heredero al califato de Córdoba. Su hijo Gonzalo volvió en 993 para dar seguridades a Córdoba de una actitud de sumisión.
Posiblemente en 962, se casó con su prima Urraca Fernández, hija de Fernán González conde de Castilla y de Sancha de Pamplona hija de Sancho Garcés I. Urraca había estado casada anteriormente con Ordoño III de León (antes de 950) primero y con Ordoño IV el Malo (en 956) en segundas nupcias, de quien se separó.
Fundó el monasterio de San Andrés de Cirueña en 972. El 24 de noviembre de 978 se encontraba en la fundación del infantazgo de Covarrubias, creado por los condes de Castilla García Fernández y su esposa Ava para su hija, Urraca, sobrina de la esposa del rey Sancho Garcés.
Falleció en 994, unos meses antes que el conde castellano García Fernández. Primero fue enterrado en el castillo de San Esteban de Deyo y, posteriormente, recibió sepultura en el monasterio de San Juan de la Peña.

## Descendencia
De su matrimonio con Urraca Fernández nacieron:
- García II Sánchez el Temblón,[14] rey de Pamplona, casado con Jimena Fernández.
- Ramiro de Pamplona (m. 992).[3]
- Gonzalo de Pamplona. Su hermano, el rey García Sánchez, primero puso a su madre Urraca al frente del condado de Aragón y después a su hermano Gonzalo quien, con el título de regulus, gobernó el condado con una «pequeña corte condal de caballeros de la tierra.»[3]
- Urraca de Pamplona, la Vascona, entregada por su padre en 982 a Almanzor, adoptó el nombre árabe «Abda». Antes de ingresar en un convento le dio un hijo, Abderramán Sanchuelo, llamado así por su parecido con su abuelo Sancho.[15][9]

| Predecesor: Andregoto Galíndez | Conde de Aragón 943-994 | Sucesor: García Sánchez II |
| Predecesor: García Sánchez I   | Rey de Pamplona 970-994 | Sucesor: García Sánchez II |